# Мокаев, Магомет Хасуевич
Мокаев Магомет Хасуевич (карач.-балк. Мокъаланы Хасууну жашы Магомет; 15 июня 1939 — 4 декабря 2006) — балкарский поэт, фольклорист, журналист. Член Союза писателей СССР (с 1964). Народный поэт Кабардино-Балкарской республики, Народный поэт Карачаево-Черкесской республики, лауреат Государственной премии КБР в области литературы.

## Биография
Родился в селе Верхний Баксан Эльбрусского района Кабардино-Балкарской АССР.
Окончил филологический факультет Кабардино-Балкарского государственного университета и отделение журналистики при университете (1964), Высшие литературные курсы при Союзе писателей СССР (1967).
Трудовую деятельность начинал корректором, затем литсотрудником газеты «Коммунизмге жол», был редактором на телевидении, редактором альманаха «Шуехлукъ», редактором отдела детского журнала «Нюр».
С 1964 года — член Союза писателей СССР.
С 1998 года был главным редактором журнала «Минги-Тау».
Умер 4 декабря 2006 года в одной из московских клиник.

## Награды и премии
- Народный поэт Кабардино-Балкарской республики (1994)
- Народный поэт Карачаево-Черкесской республики
- Лауреат Государственной премии Кабардино-Балкарской республики
- Почётная грамота Президиума Верховного Совета КБР (1989)